# 울프 크릭
《울프 크릭》(Wolf Creek)은 오스트레일리아에서 제작된 그렉 맥린 감독의 2005년 모험, 범죄, 공포, 스릴러 영화이다. 존 자럿 등이 주연으로 출연하였고 데이빗 라이트풋 등이 제작에 참여하였다.

## 출연

### 주연
- 존 자럿
- 카산드라 매그래스
- 앤디 맥피
- 케스티 모라시
- 나단 필립스

### 조연
- 고든 풀
- 가이 피터슨
- 제니 스타월
- 아론 스턴스